# Coppa d'Asia 2024 (calcio a 5)
La Coppa d'Asia 2024 (ufficialmente AFC Futsal Asian Cup 2024) è stata la 17ª edizione del torneo disputata dal 17 al 28 aprile in Thailandia. Il Giappone è campione in carica.

## Squadre qualificate
Il sorteggio delle qualificazioni, che si sono tenute tra il 7 e l'11 ottobre 2023, si è svolto il 22 giugno 2023.
| Qualificate    | Così dalle qualificazioni | Pres. | Miglior risultato                                                                 |
| -------------- | ------------------------- | ----- | --------------------------------------------------------------------------------- |
| Cina           | Vincitore Gruppo A        | 13ª   | Quarto posto (2008, 2010)                                                         |
| Afghanistan    | Vincitore Gruppo B        | 1ª    | Esordiente                                                                        |
| Iran           | Vincitore Gruppo C        | 17ª   | Campioni (1999, 2000, 2001, 2002, 2003, 2004, 2005, 2007, 2008, 2010, 2016, 2018) |
| Vietnam        | Vincitore Gruppo D        | 7ª    | Quarto posto (2016)                                                               |
| Tagikistan     | Vincitore Gruppo E        | 12ª   | Quarti di finale (2007)                                                           |
| Kuwait         | Vincitore Gruppo F        | 13ª   | Quarto posto (2003, 2014)                                                         |
| Uzbekistan     | Vincitore Gruppo G        | 17ª   | Secondo posto (2001, 2006, 2010, 2016)                                            |
| Giappone       | Vincitore Gruppo H        | 17ª   | Campioni (2006, 2012, 2014, 2022)                                                 |
| Arabia Saudita | Seconda Gruppo B          | 3ª    | Fase a gironi (2018, 2022)                                                        |
| Kirghizistan   | Seconda Gruppo C          | 16ª   | Terzo posto (2005)                                                                |
| Corea del Sud  | Seconda Gruppo D          | 15ª   | Secondo posto (1999)                                                              |
| Birmania       | Seconda Gruppo E          | 2ª    | Fase a gironi (2018)                                                              |
| Bahrein        | Seconda Gruppo F          | 4ª    | Quarti di finale (2018)                                                           |
| Iraq           | Seconda Gruppo G          | 13ª   | Quarto posto (2018)                                                               |
| Australia      | Seconda Gruppo H          | 8ª    | Quarto posto (2012)                                                               |
| Thailandia     | Nazione ospitante         | 17ª   | Secondo posto (2008, 2012)                                                        |

## Impianti
| Bangkok          | Bangkok                        |
| ---------------- | ------------------------------ |
| Bangkok Arena    | Palazzetto dello sport Huamark |
| Capacità: 12,000 | Capacità: 15,000               |
|                  |                                |

## Sorteggio
| Nazionale                     | Ranking |
| ----------------------------- | ------- |
| Thailandia (organizzatore)    | 1       |
| Giappone (campione in carica) | 2       |
| Iran                          | 3       |
| Uzbekistan                    | 4       |

| Nazionale      | Ranking |
| -------------- | ------- |
| Tagikistan     | 5       |
| Kuwait         | 6       |
| Vietnam        | 7       |
| Arabia Saudita | 8       |

| Nazionale     | Ranking |
| ------------- | ------- |
| Iraq          | 9       |
| Bahrein       | 10      |
| Corea del Sud | 11      |
| Birmania      | 12      |

| Nazionale    | Ranking |
| ------------ | ------- |
| Afghanistan  | 13      |
| Kirghizistan | 14      |
| Australia    | 15      |
| Cina         | 16      |

## Fase a gironi
Le prime due squadre di ogni girone si qualificano ai quarti di finale.

### Gruppo A
| Squadra    | Pti | G | V | N | P | GF | GS | DR |
| ---------- | --- | - | - | - | - | -- | -- | -- |
| Thailandia | 9   | 3 | 3 | 0 | 0 | 10 | 2  | +8 |
| Vietnam    | 4   | 3 | 1 | 1 | 1 | 3  | 3  | 0  |
| Birmania   | 4   | 3 | 1 | 1 | 1 | 4  | 7  | -3 |
| Cina       | 0   | 3 | 0 | 0 | 3 | 2  | 7  | -5 |

| Arbitro: | Ebrahim Mehrabi Afshar |

|                    |           |                |
| Ðào Minh Quang 23’ | Marcatori | 28’ Ko Ko Lwin |

| Arbitro: | Hiroyuki Kobayashi |

|                                        |           |             |
| Apiwat 12’ Suphawut 12’ Osamanmusa 15’ | Marcatori | Xu Yang 29’ |

| Arbitro: | Gelareh Nazemi Deylami |

|  |           |                          |
|  | Marcatori | 10’ (rig.) Nhan Gia Hung |

| Arbitro: | Nikita Afinogenov |

|  |           |                                                              |
|  | Marcatori | 7’ Itticha 20’, 37’ (rig.) Suphawut 29’ Osamanmusa 35’ Panat |

| Arbitro: | Eisa Abdulhoussain |

|                            |           |                   |
| Osamanmusa 11’ Worasak 29’ | Marcatori | 20’ Tù Minh Quang |

| Arbitro: | Wahyu Wicaksono |

|                                                          |           |            |
| Hlaing Min Tun 15’ Shen Siming 16’ (aut.) Ko Ko Lwin 33’ | Marcatori | Maimati 9’ |

### Gruppo B
| Squadra        | Pti | G | V | N | P | GF | GS | DR |
| -------------- | --- | - | - | - | - | -- | -- | -- |
| Uzbekistan     | 9   | 3 | 3 | 0 | 0 | 10 | 4  | +6 |
| Iraq           | 6   | 3 | 2 | 0 | 1 | 12 | 7  | +5 |
| Arabia Saudita | 3   | 3 | 1 | 0 | 2 | 6  | 10 | -4 |
| Australia      | 0   | 3 | 0 | 0 | 3 | 6  | 13 | -7 |

| Arbitro: | Eisa Abdulhoussain |

|                                |           |                         |
| Usmonov 20’ Rakhmatov 20’, 35’ | Marcatori | 4’ Giovenali 37’ Garner |

| Arbitro: | Pornnarong Grairod |

|               |           |                                                                   |
| Al-Otaibi 10’ | Marcatori | 0’ Al-Husaynat 4’ Al-Bayati 6’ Al Taie 23’ Al-Ogaili 31’ Sulaiman |

| Arbitro: | An Ran |

|                     |           |                                             |
| De Melo 22’ Dib 28’ | Marcatori | 22’, 25’ Aroan 30’ Al Maleh 39’ Al-Maghrabi |

| Arbitro: | Husain Al-Bahhar |

|               |           |                                                |
| Al-Ogaili 37’ | Marcatori | 10’ Usmonov 15’ Adilov 25’ Tulkinov 27’ Juraev |

| Arbitro: | Fahad Al-Hosani |

|                                           |           |            |
| Adilov 24’ Akhmetzyanov 31’ Elmurodov 38’ | Marcatori | 2’ Mohamed |

| Arbitro: | Ebrahim Mehrabiafshar |

|                                                                    |           |                     |
| Al-Husaynat 13’ Sulaiman 29’, 32’ Al-Obaidi 30’, 33’ Al-Bayati 35’ | Marcatori | 12’ Kouta 13’ Adeli |

### Gruppo C
| Squadra       | Pti | G | V | N | P | GF | GS | DR |
| ------------- | --- | - | - | - | - | -- | -- | -- |
| Tagikistan    | 5   | 3 | 1 | 2 | 0 | 5  | 3  | +2 |
| Kirghizistan  | 5   | 3 | 1 | 2 | 0 | 10 | 9  | +1 |
| Giappone      | 4   | 3 | 1 | 1 | 1 | 8  | 4  | +4 |
| Corea del Sud | 1   | 3 | 0 | 1 | 2 | 5  | 12 | -7 |

| Arbitro: | Hassan Al-Gburi |

|                      |           |  |
| Aliev 5’ Sardorov 8’ | Marcatori |  |

| Arbitro: | Andrew Best |

|                       |           |                                            |
| Arai 37’ Tsutsumi 38’ | Marcatori | 12’ Dzhanat Uulu 20’ Alimov 30’ Kubanychov |

| Arbitro: | Abdulaziz Al-Sarraf |

|                              |           |                      |
| Makhmadaminov 36’ Alimov 39’ | Marcatori | 9’ Khojaev 29’ Aliev |

| Arbitro: | Zari Fathi |

|  |           |                                                      |
|  | Marcatori | 4’, 22’ Arai 8’ (rig.), 18’ (rig.) Hirata 34’ Nibuya |

| Arbitro: | Trương Quôc Dũng |

|            |           |              |
| Ishida 11’ | Marcatori | 25’ Sharipov |

| Arbitro: | Lee Po-Fu |

|                                                                                             |           |                                                                    |
| Lim Seung-ju 6’ Lee Han Wool 10’ Kim Seung-Hyun 11’ Kyoung Jeong-soo 24’ Yoo Kyung-Dong 38’ | Marcatori | 3’ Amanbaev 15’, 26’ Kubanychov 27’ Makhmadaminov 29’ Dzhanat Uulu |

### Gruppo D
| Squadra     | Pti | G | V | N | P | GF | GS | DR |
| ----------- | --- | - | - | - | - | -- | -- | -- |
| Iran        | 9   | 3 | 3 | 0 | 0 | 12 | 4  | +8 |
| Afghanistan | 4   | 3 | 1 | 1 | 1 | 7  | 8  | -1 |
| Kuwait      | 4   | 3 | 1 | 1 | 1 | 5  | 8  | -3 |
| Bahrein     | 0   | 3 | 0 | 0 | 3 | 6  | 10 | -4 |

| Arbitro: | Fahad Al-Hosani |

|                           |           |             |
| Karimi 9’ Abbasi 20’, 21’ | Marcatori | 26’ Gholami |

| Arbitro: | Anatoliy Rubakov |

|                             |           |               |
| Al-Farsi 32’ Al-Baeijan 34’ | Marcatori | 26’ Al-Araibi |

| Arbitro: | Ryan Shepheard |

|                                  |           |                                           |
| Mahmoodi 1’ Hosseinpour 22’, 29’ | Marcatori | 10’ Al-Alban 11’ Al-Mansour 24’ Al-Fadhel |

| Arbitro: | Liu Jianqiao |

|                                        |           |                                                     |
| Al-Noaimi 11’ Sanjar 18’ Al-Araibi 29’ | Marcatori | 11’ Rafieipour 21’ Karimi 28’, 38’ Abbasi 32’ Azimi |

| Arbitro: | Benjapol Mucharoensap |

|                                                      |           |  |
| Akrami 7’ Al-Farsi 16’ (aut.) Abbasi 20’, 32’ (rig.) | Marcatori |  |

| Arbitro: | Andrew Best |

|                           |           |                                   |
| Ali 14’ Sanjar 16’ (rig.) | Marcatori | 4’ Norowzi 25’ Kazemi 34’ Gholami |

## Fase a eliminazione diretta
In tutte le partite della fase a eliminazione diretta, in caso di parità, sono previsti tempi supplementari (eccezion fatta per la finale terzo posto) e tiri di rigore.
|  | Quarti di finale | Quarti di finale |                  |                  | Semifinali                | Semifinali                |  |  | Finale | Finale |
|  |                  |                  |                  |                  |                           |                           |  |  |        |        |
|  |                  |                  |                  |                  |                           |                           |  |  |        |        |
|  |                  |                  |                  |                  |                           |                           |  |  |        |        |
|  | Thailandia       | 3                |                  |                  |                           |                           |  |  |        |        |
|  | Thailandia       | 3                |                  |                  |                           |                           |  |  |        |        |
|  | Iraq             | 2                |                  |                  |                           |                           |  |  |        |        |
|  | Iraq             | 2                | Thailandia (dcr) | 3 (6)            |                           |                           |  |  |        |        |
|  |                  |                  | Thailandia (dcr) | 3 (6)            |                           |                           |  |  |        |        |
|  |                  | Tagikistan       | 3 (5)            |                  |                           |                           |  |  |        |        |
|  | Tagikistan       | Tagikistan       | 3 (5)            | 2                |                           |                           |  |  |        |        |
|  | Tagikistan       |                  |                  | 2                |                           |                           |  |  |        |        |
|  | Afghanistan      | 1                |                  |                  |                           |                           |  |  |        |        |
|  | Afghanistan      | 1                | Thailandia       | 1                |                           |                           |  |  |        |        |
|  |                  |                  | Thailandia       | 1                |                           |                           |  |  |        |        |
|  |                  | Iran             | 4                |                  |                           |                           |  |  |        |        |
|  | Uzbekistan       | Iran             | 4                | 2                |                           |                           |  |  |        |        |
|  | Uzbekistan       |                  |                  | 2                |                           |                           |  |  |        |        |
|  | Vietnam          | 1                |                  |                  |                           |                           |  |  |        |        |
|  | Vietnam          | 1                | Uzbekistan       | 3 (4)            | Finale per il terzo posto | Finale per il terzo posto |  |  |        |        |
|  |                  |                  | Uzbekistan       | 3 (4)            | Finale per il terzo posto | Finale per il terzo posto |  |  |        |        |
|  |                  | Iran (dcr)       | 3 (5)            |                  |                           |                           |  |  |        |        |
|  | Iran             | Iran (dcr)       | 3 (5)            | 6                | Tagikistan                | 5 (1)                     |  |  |        |        |
|  | Iran             |                  |                  | 6                | Tagikistan                | 5 (1)                     |  |  |        |        |
|  | Kirghizistan     | 1                |                  | Uzbekistan (dcr) | 5 (3)                     |                           |  |  |        |        |
|  | Kirghizistan     | 1                |                  |                  | 5 (3)                     |                           |  |  |        |        |
|  |                  |                  |                  |                  |                           |                           |  |  |        |        |
|  |                  |                  |                  |                  |                           |                           |  |  |        |        |

### Quarti di finale
| Arbitro: | Fahad Al-Hosani |

|                                            |           |              |
| Hosseinpour 18’ (aut.) Sardorov 46’ (rig.) | Marcatori | 22’ Mahmoodi |

| Arbitro: | Pornnarong Grairod |

|                                                                       |           |             |
| Azimi 7’ Aghapour 9’ Abbasi 23’ Karimi 25’, 35’ Assanzadeh 36’ (rig.) | Marcatori | 8’ Amanbaev |

| Arbitro: | Anatoliy Rubakov |

|                                 |           |                          |
| Alongkorn 18’, 30’ Therdsak 38’ | Marcatori | 2’ Al-Husaynat 15’ Zeyad |

| Arbitro: | Eisa Abdul Houssain |

|                        |           |                       |
| Tukinov 33’ Juraev 39’ | Marcatori | 16’ Nguyễn Thịnh Phát |

### Semifinali
| Arbitro: | Ryan Shepheard |

|                                        |                      |                              |
| Worasak 12’ Alongkorn 29’ Therdsak 37’ | Marcatori            | 19’ Salomov 22’, 28’ Khojaev |
|                                        | Tiri di rigore 6 – 5 |                              |

| Arbitro: | Hiroyuki Kobayashi |

|                                 |                      |                                                    |
| Juraev 6’ Akhmetzyanov 17’, 24’ | Marcatori            | 3’ (aut.) Adilov 23’ (aut.) Akhmetzyanov 28’ Azimi |
|                                 | Tiri di rigore 4 – 5 |                                                    |

### Finale 3º posto
| Arbitro: | Hassan Al-Gburi |

|                                           |                      |                                                                         |
| Rizomov 9’, 29’, 33’ Aliev 21’ Kuziev 34’ | Marcatori            | 1’ Khamroev 4’ Tulkinov 23’ Khudoyberdiev 26’ (rig.) Ropiev 39’ Usmonov |
|                                           | Tiri di rigore 1 – 3 |                                                                         |

### Finale
| Arbitro: | Fahad Al-Hosani |

|                 |           |                                                   |
| Sornwichian 25’ | Marcatori | 0’ Karimi 5’ Abbasi 26’ Hassanzadeh 34’ Mohammadi |

## Campione
IRAN
(13º titolo)

## Classifica finale
| Pos. | Squadra        |
| ---- | -------------- |
|      | Iran           |
|      | Thailandia     |
|      | Uzbekistan     |
| 4    | Tagikistan     |
| 5    | Iraq           |
| 5    | Vietnam        |
| 5    | Afghanistan    |
| 5    | Kirghizistan   |
| 9    | Giappone       |
| 9    | Kuwait         |
| 9    | Birmania       |
| 9    | Arabia Saudita |
| 13   | Corea del Sud  |
| 13   | Bahrein        |
| 13   | Cina           |
| 13   | Australia      |